# Lehndorf-Watenbüttel

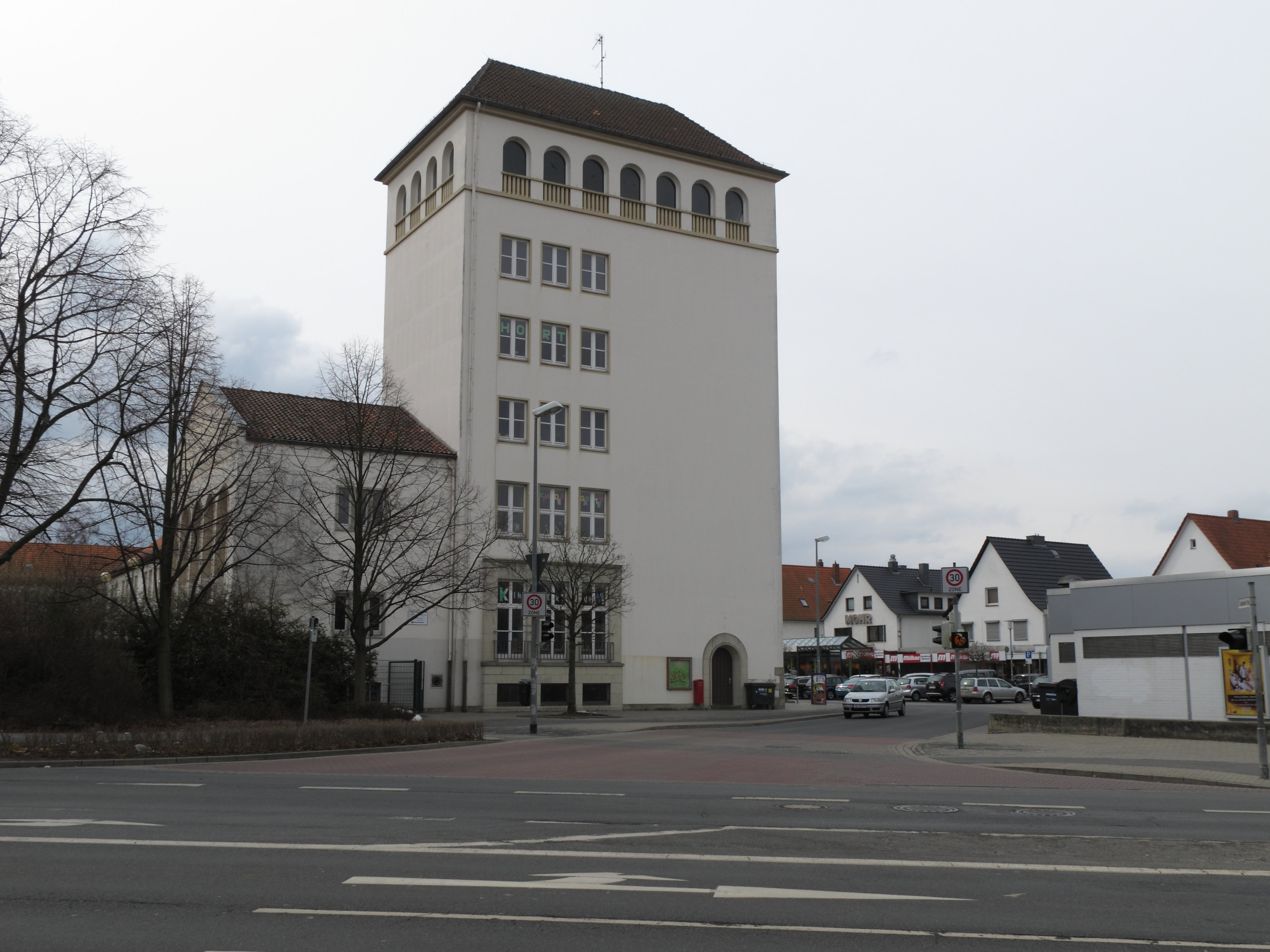
Saarplatz mit Aufbauhaus

Lehndorf-Watenbüttel ist ein Stadtbezirk (Nr. 321, bis 11.2006 Nr. 412) Braunschweigs, der die nordwestlich gelegenen Stadtteile umfasst. Zusammen mit den Stadtbezirken Veltenhof-Rühme und Wenden-Thune-Harxbüttel bildet Lehndorf-Watenbüttel den Gemeindewahlbezirk 32.

## Geografie
Der Stadtbezirk Lehndorf-Watenbüttel besteht aus folgenden Stadtteilen:
- Kanzlerfeld
- Lamme
- Lehndorf
- Ölper
- Völkenrode
- Watenbüttel

## Beschreibung
Die Gesamteinwohnerzahl beträgt 21.831. Durch das Neubaugebiet „Lammer Busch West“ ist die Einwohnerzahl in den 2010er Jahren deutlich angestiegen. Der nordwestliche Teil des Bezirks, insbesondere der Ortsteil Völkenrode, gilt als „gehobene“ Wohnlage.
Außerdem liegen dort u. a. die Gelände der Physikalisch-Technische Bundesanstalt (PTB), der Nachfolge-Institute der Bundesforschungsanstalt für Landwirtschaft (FAL) sowie die Rieselfelder.

### Wappen
Die Ortsteile Lamme, Lehndorf, Ölper, Völkenrode und Watenbüttel besitzen eigene Stadtteilwappen. Die blau-gelben Wappen von Lamme, Völkenrode und Watenbüttel entstanden um 1974 im Zuge der Gebietsreform Niedersachsens. Die Wappen der Ortsteile Lehndorf und Ölper haben einen älteren Ursprung.
Das Wappen des Ortsteils Watenbüttel, ein goldenes Spinnrad auf blauem Grund, erinnert daran, dass um 1530 der Bildhauer und Baumeister Johann Jürgen aus Watenbüttel das Flügel-Spinnrad mit Fußantrieb entwickelt haben soll.

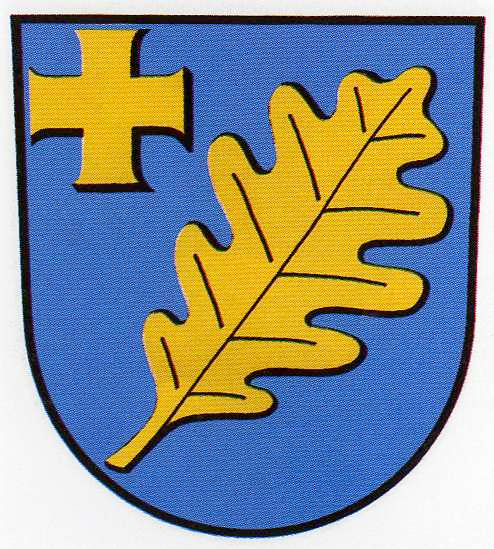
Wappen von Lamme
Wappen von Lehndorf
Wappen von Ölper
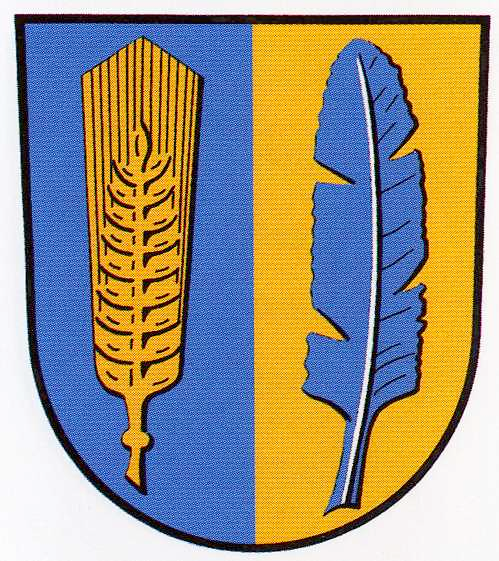
Wappen von Völkenrode
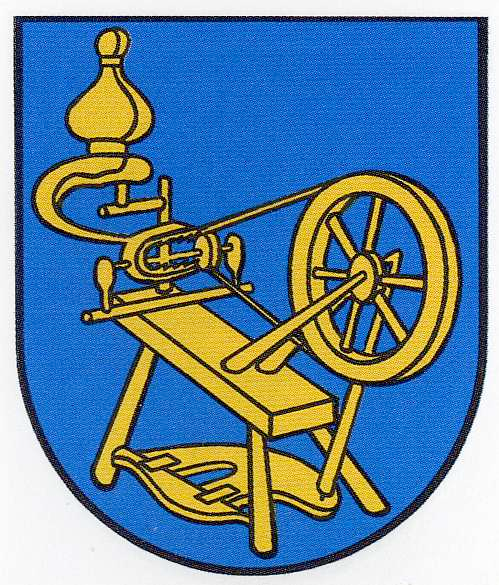
Wappen von Watenbüttel

## Verkehr
Der Stadtbezirk liegt an der Bundesstraße 214, südlich der A 2, größtenteils westlich der A 391 und nördlich der Bundesstraße 1.
Über den Yachthafen in der Celler Heerstraße 333 besteht Zugang zu den Binnenwasserstraßen.